# کالی کارتر
کالی کارتر (انگلیسی: Cali Carter؛ زادهٔ ۲۳ فوریهٔ ۱۹۹۰)، بازیگر پورنوگرافی، مدل و هنرپیشه اهل ایالات متحده آمریکا است.